# FIFA 11
FIFA 11 est un jeu vidéo de football développé par EA Canada et édité par EA Sports. Il est sorti en 2010 sur PC, PlayStation 3, Xbox 360, Nintendo DS, PlayStation Portable, PlayStation 2 et Wii puis a été adapté sur téléphone mobile. Il est le dix-septième jeu de la franchise FIFA Football.
Le jeu propose un mode en ligne permettant de créer des compétitions ou d'y participer, et également à des modes en 11 contre 11. En effet, c'est la première fois dans l'histoire du jeu vidéo de football, qu'un jeu permette d'incarner un gardien mais seulement durant les parties multijoueurs ou en mode "Be a Goalkeeper". Un nouveau mode, « Personnality + », rend chaque joueur avec des réactions uniques.

## Système de jeu
Le jeu propose trois modes :
- Mode joueur : Prendre en main les destinées d'un footballeur professionnel ou créé par vous, pour disputer différents championnats, coupes et compétitions continentales, pour progresser avec pour ambition d' être appelé en sélection nationale.
- Mode entraîneur-joueur : Le poste d’entraîneur-joueur est la transition idéale pour un joueur qui rêve de devenir manager. Prendre des décisions délicates et contrôler vos onze joueurs sur le terrain ou bien simplement votre joueur pro. Vous contrôlerez tout dans votre équipe, son dispositif, son style de jeux, ses entraînements et sa composition. En tant qu’entraîneur, vous n'avez pas à vous soucier de l'aspect financier, notamment des transferts et du prix des places, c'est le manager qui s'en charge.
- Mode manager : Prendre en charge l'aspect financier de votre club préféré et gagner la confiance du CA. Accéder au firmament avec le nouveau système de gloire en maintenant votre équipe en forme et en remportant de prestigieux matchs de coupe et des titres de champions.

## Bande-son
La liste suivante dévoile tous les titres repris dans le jeu. Pour la première fois dans la série FIFA Football, le joueur peut ajouter ses propres musiques dans le menu ainsi que des bruitages lors de l'entrée des joueurs ou pour remplacer des chants de supporters.

## Accueil
Le jeu a été unanimement acclamé par l'ensemble de la presse spécialisée. FIFA 11 reçoit une majorité de bonnes notes de la part des rédactions professionnelles du jeu vidéo. Cette suite est considérée comme une bonne continuation de son prédécesseur, FIFA 10.
Sur la version PC, la critique en a fait de même puisque le graphisme et le gameplay ont été totalement revus après la forte demande des joueurs sur ordinateur. FIFA 11 est le premier de la série FIFA Football à intégrer un moteur Haute-Définition pour sa version PC.

## Jeu
Le jeu offre la possibilité de vérifier la variation du niveau d'un joueur en lui changeant d'emplacement (poste) dans la gestion de l'équipe, point absent dans les versions suivantes de FIFA.